# Ноєнгерс
Ноєнгерс (нім. Neuengörs) — громада в Німеччині, розташована в землі Шлезвіг-Гольштейн. Входить до складу району Зегеберг. Складова частина об'єднання громад Трафе-Ланд. Вперше було задокументовано в 1249 році
Площа — 13,4 км2. Населення становить 817 ос. (станом на 31 грудня 2020).